# Trochocarpa gjellerupii
Trochocarpa gjellerupii är en ljungväxtart som först beskrevs av J. J. Smith, och fick sitt nu gällande namn av Herman Johannes Lam. Trochocarpa gjellerupii ingår i släktet Trochocarpa och familjen ljungväxter. Inga underarter finns listade i Catalogue of Life.